# عيظومات
العيظومات (الاسم العلمي:Ostreopsidaceae) هي فصيلة من السوطيات الدوارة تتبع رتبة المغضونيات من طائفة الطحالب الدوارة.

## التصنيف
- فصيلة العيظومات
  - أسرة العيظوماوات
    - جنس العيظومة
    - جنس الكولية (Coolia)
    - جنس الألكسندريون (Alexandrium)

  - جنس  قرصية غامبير (Gambierdiscus)
  - جنس  الدوارة الشوكية (Centrodinium)